# Giulio Pozzi
Giulio Pozzi, né en 1945 à Riva del Garda en Italie, est un physicien italien.

## Biographie
Né à Riva del Garda en 1945, il obtient son diplôme à Bologne en 1968.
Il est professeur titulaire au département de physique de l'université de Bologne. Il prend sa retraite de l'enseignement en 2011, mais poursuit son activité de recherche en tant que professeur alma mater au département de physique et d'astronomie de l'université de Bologne jusqu'en 2017. 

## Recherches
Son activité de recherche est principalement consacrée au développement des techniques de microscopie électronique appliquées à l'étude des champs magnétiques et électriques ; il contribue à fonder une ligne de recherche sur l'interférométrie et l'holographie électronique et collabore avec de grands centres de recherche nationaux et internationaux.
Il est co-auteur de l'expérience de fentes d'Young utilisant des électrons uniques avec Pier Giorgio Merli et Gianfranco Missiroli, définie comme « la plus belle expérience de tous les temps » en 2002 par le magazine Physics World. Il est aussi co-auteur du documentaire The Most Beautiful Experiment (remasterisé en 2011) qui a remporté un prix au Festival du film scientifique de Bruxelles en 1976,.
Il a publié plus d'une centaine d'articles scientifiques dans des revues italiennes et internationales.